# Maria Antonieta (1938)
Marie Antoinette (bra/prt: Maria Antonieta) é um filme norte-americano de 1938, do gênero drama romântico-histórico-biográfico, dirigido por W. S. Van Dyke, com roteiro de Claudine West, Donald Ogden Stewart, Ernest Vajda e Samuel Hoffenstein baseado no livro Marie Antoinette. Bildnis eines mittleren Charakters, de Stefan Zweig.

## Produção

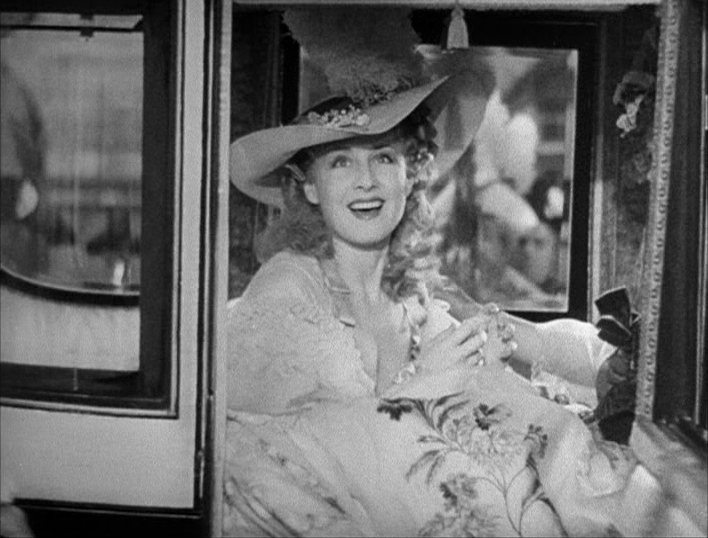
Norma Shearer em cena do trailer do filme

Maria Antonieta é o último projeto de Irving Thalberg a se tornar realidade. Agendado desde 1933 como veículo para sua esposa Norma Shearer, a produção começou somente no final de 1937, mais de um ano após sua morte, ocorrida em setembro de 1936.
Luxuoso, o filme utilizou mais de 400 m de cetim branco na confecção do vestido de noiva do casamento com Luís XVI. Elaborados figurinos vestiram 151 outros personagens e uma miríade de extras. Lojas de antiguidades francesas forneceram objetos de cena para os enormes cenários projetados por Cedric Gibbons, indicado ao Oscar de Melhor Direção de Arte.
A MGM buscou Tyrone Power na 20th Century Fox para fazer par com Norma, mas ele acabou ofuscado por Robert Morley, ator do teatro inglês que interpreta o Rei Luís XVI. Thalberg pensara em Charles Laughton, mas ele pareceu velho demais para o papel. Norma Shearer, afastada das telas desde o passamento do marido, recebeu sua sexta e última indicação ao Oscar, como a malfadada rainha que teria mandado o povo comer brioches, na falta de pão. John Barrymore, por sua vez, como o Rei Luís XV, disse adeus à MGM.
Sidney Franklin (creditado por "contribuições") foi substituído à última hora pelo diretor W. S. Van Dyke. Uma medida de economia tomada por Louis B. Mayer e pelo produtor Hunt Stromberg que causou consternação entre os puristas.

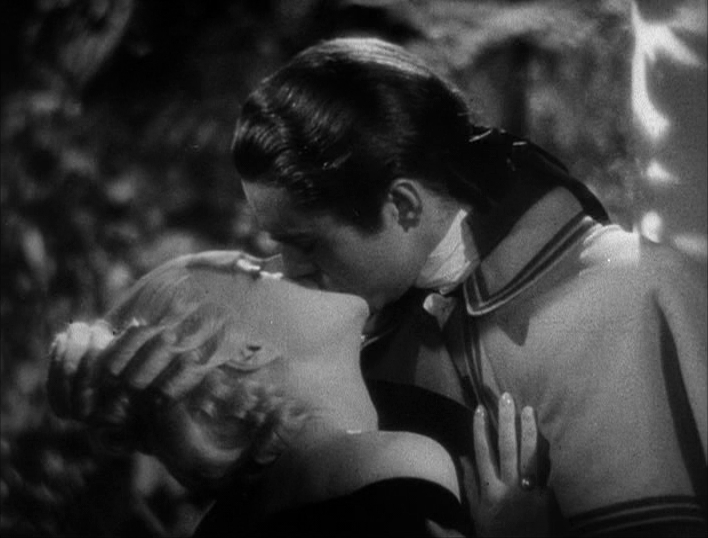
Outra cena do trailer do filme, desta vez com Norma Shearer e Tyrone Power em momento romântico

Para o historiador Ken Wlaschin, Maria Antonieta é um dos dez melhores filmes de Norma Shearer.

## Sinopse
Ao casar-se com o delfim da França, Luís XVI, a arquiduquesa austríaca Maria Antonieta — agora delfina — acaba por envolver-se nas intrigas da corte, urdidas pelo Rei Luís XV e seu primo, o Duque de Orleans. Como o marido não a procura, ela passa o tempo entre festas e mesas de jogo. Nesse ambiente, Maria Antonieta conhece e tem um caso com o Conde sueco Axel de Fersen.
Com o falecimento do pai, Luís XVI torna-se rei e Maria Antonieta abandona a vida dissipada e procura ser digna de sua posição. Porém, o Duque de Orleans conspira contra a Coroa e financia os revolucionários que desejam tomar o poder. Rei e Rainha são presos e aguardam execução. Ao tomar conhecimento dos fatos, o Conde Axel de Fersen retorna à França, na tentativa de salvar Maria Antonieta.

## Premiações
| Prêmio             | Categoria                                  | Recipiente                                 | Situação                     |
| ------------------ | ------------------------------------------ | ------------------------------------------ | ---------------------------- |
| Oscar 1939         | Melhor atriz                               | Norma Shearer                              | Indicado                     |
| Oscar 1939         | Melhor ator coadjuvante                    | Robert Morley                              | Indicado                     |
| Oscar 1939         | Melhor direção de arte                     | Cedric Gibbons                             | Indicado                     |
| Oscar 1939         | Melhor trilha sonora                       | Herbert Stothart                           | Indicado                     |
| Festival de Veneza | Melhor filme estrangeiro (Coppa Mussolini) | Melhor filme estrangeiro (Coppa Mussolini) | Indicado[carece de fontes?]  |
| Festival de Veneza | Melhor Atriz (Copa Volpi)                  | Norma Shearer                              | Venceu[carece de fontes?]    |
| Film Daily         | Dez melhores filmes de 1938                | Dez melhores filmes de 1938                | Escolhido[carece de fontes?] |

## Elenco
| Ator/Atriz         | Personagem               |
| ------------------ | ------------------------ |
| Norma Shearer      | Maria Antonieta          |
| Tyrone Power       | conde Axel de Fersen     |
| John Barrymore     | rei Luís 15              |
| Robert Morley      | rei Luís 16              |
| Anita Louise       | Princesa de Lamballe     |
| Joseph Schildkraut | Duque de Orleans         |
| Gladys George      | Madame Du Barry          |
| Henry Stephenson   | Conde de Mercey          |
| Cora Witherspoon   | Condessa de Noailles     |
| Barnett Parker     | Príncipe de Rohan        |
| Reginald Gardiner  | Conde de Artois          |
| Henry Daniell      | La Motte                 |
| Leonard Penn       | Toulan                   |
| Albert Dekker      | Conde de Provence        |
| Alma Kruger        | Imperatriz Maria Theresa |